# باشگاه فوتبال لئونس نیگروس اودیگ
باشگاه لئونس نیگروس ده لا یونیورسیداد ده گوادالاخارا که با نام‌های لئونس نیگروس، لئونس نیگروس اودیگ، یونیورسیداد ده گوادالاخارا یا اودیگ نیز شناخته می‌شود، یک باشگاه فوتبال است که در حال حاضر در لیگا ده اکسپانسیون مکزیک بازی می‌کند.

## افتخارات
- لیگ آسنسیو مکزیک: ۱ قهرمانی
- جام آسنسیو: ۱ قهرمانی
- جام حذفی مکزیک: ۱ قهرمانی
- سگوندا دیویزیون: ۱ قهرمانی
- جام قهرمانان کونکاکاف: ۱ قهرمانی